# World Stars of Wrestling
World Stars of Wrestling (WSW) é uma liga mundial de wrestling profissional anunciada oficialmente a 1 de Agosto de 2008 e com o evento de estreia WSW Inception realizado a 28 de Setembro de 2008 no Pavilhão José Afonso em Grândola, Portugal.
O objectivo principal desta liga é a realização de eventos de wrestling profissional em vários países do mundo com um plantel constituído pela união de vários lutadores vindos de todos os cantos do globo.

## Lista de lutadores actuais da WSW
- Bammer
- Bernardo
- Pegasus
- Cougar
- Alice, The Malice
- MC Funkadelic
- Big Pappa
- Hugo Santos
- Ricky Santos
- Rob Van Dam
- Chris Master
- Kelly
- Arte Gore
- Joe E. Legend
- Juan Casanova
- Luis Salvador
- Makoto
- Pac
- Mad Dog

## Lista de outras personalidades da WSW
- Axel (promotor, comentador, ring announcer,entrevistador ...)
- Ruben Branco (Árbitro)

## Campeonatos
- WSW World Championship (Rob Van Dam)
- WSW European Championship (Bruno "Bammer" Brito)
- Rei do Ringue (Bruno "Bammer" Brito)

## Programa de televisão
- WSW Wrestling Total

## Pay-per-views
- WSW Impacto Total 3
- WSW European Championship - Portugal 2009 - 1º Dia / 1st Day
- WSW European Championship - Portugal 2009 - 2º Dia / 2nd Day
- WSW World Tour
- WSW Wrestling Total ao Vivo

### Digressões
- WSW Wrestling Total ao vivo (2010)
- WSW World Tour(2011-2012)